# Гоаджу
Гоаджу (рум. Goagiu) — село у повіті Харгіта в Румунії. Входить до складу комуни Авремешть.
Село розташоване на відстані 229 км на північ від Бухареста, 59 км на захід від М'єркуря-Чука, 118 км на схід від Клуж-Напоки, 90 км на північний захід від Брашова.

## Населення
За даними перепису населення 2002 року у селі проживали 626 осіб. Рідною мовою 622 особи (99,4%) назвали угорську.
Національний склад населення села:
| Національність | Кількість осіб | Відсоток |
| -------------- | -------------- | -------- |
| угорці         | 615            | 98,2%    |
| цигани         | 7              | 1,1%     |